# Luukkolansaari
Luukkolansaari är en ö i Finland.   Den ligger i kommunen Puumala i den ekonomiska regionen  S:t Michel och landskapet Södra Savolax, i den södra delen av landet, 220 km nordost om huvudstaden Helsingfors.